# Житниковский сельсовет
Жи́тниковский сельсовет — упразднённые административно-территориальная единица и муниципальное образование со статусом сельского поселения в составе Каргапольского района Курганской области России. 
Центр — село Житниковское.

## История
В соответствии с Законом Курганской области от 6 июля 2004 года № 419 сельсовет наделён статусом сельского поселения.
Законом Курганской области от 27 июня 2018 года N 64, в состав Чашинского сельсовета были включены все населённые пункты четырёх упразднённых Брылинского, Житниковского, Новоиковского и Северного сельсоветов.

## Население
| 1989  | 2002  | 2010  | 2012  | 2013  | 2014  | 2015  |
| ----- | ----- | ----- | ----- | ----- | ----- | ----- |
| 2057  | ↘1678 | ↘1358 | ↘1316 | ↗1348 | ↘1332 | ↗1338 |
| 2016  | 2017  | 2018  |       |       |       |       |
| ↘1313 | ↘1292 | ↘1274 |       |       |       |       |

## Состав сельского поселения
| № | Населённый пункт | Тип населённого пункта       | Население |
| - | ---------------- | ---------------------------- | --------- |
| 1 | Асямолова        | деревня                      | ↘121      |
| 2 | Жикина           | деревня                      | ↘108      |
| 3 | Житниковское     | село, административный центр | ↘742      |
| 4 | Пустуево         | село                         | ↘60       |
| 5 | Тукманное        | деревня                      | ↘263      |
| 6 | Чемякина         | деревня                      | ↘64       |